# Castellu d’Arraggiu

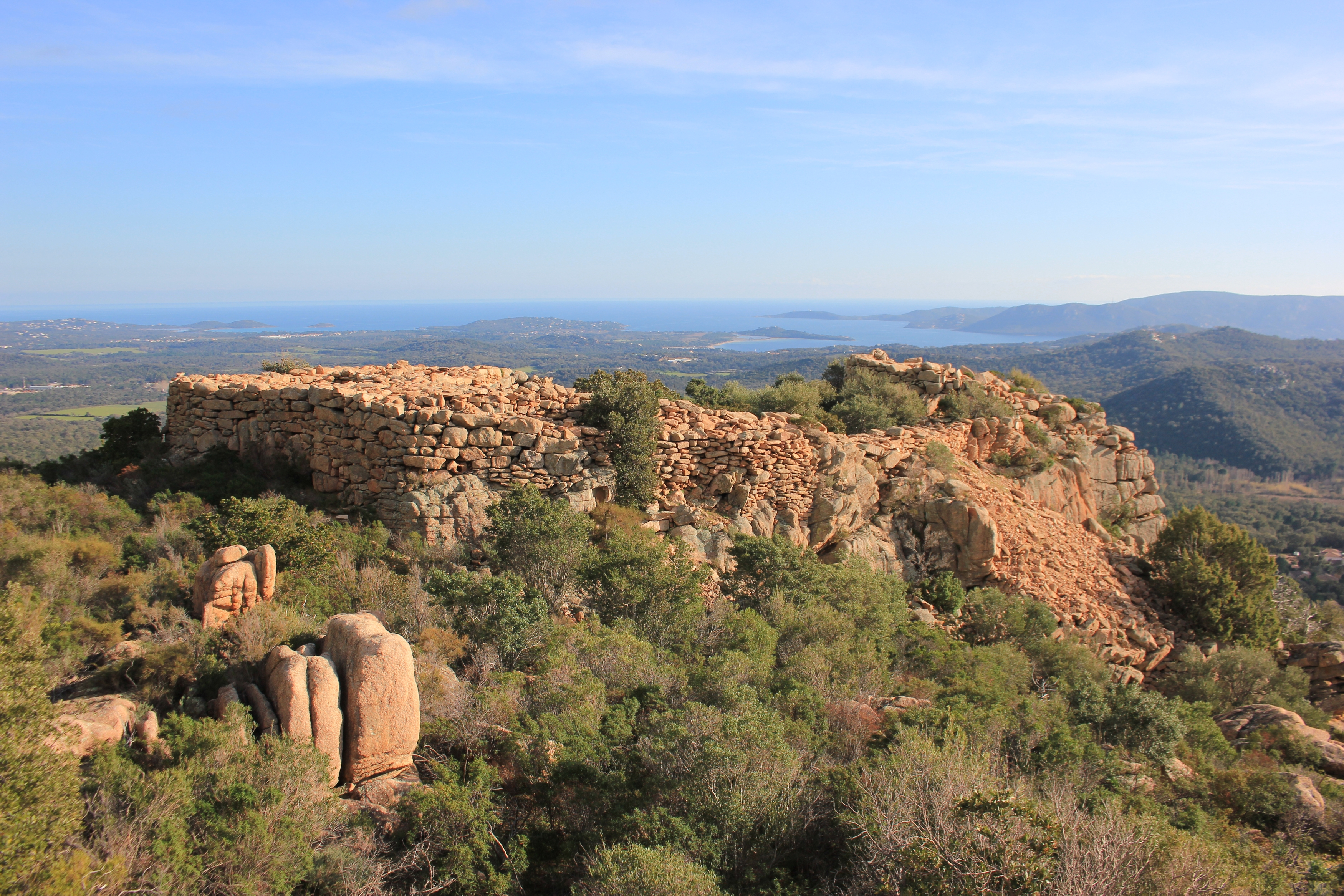
Anlage mit dem Golf von Porto-Vecchio im Hintergrund

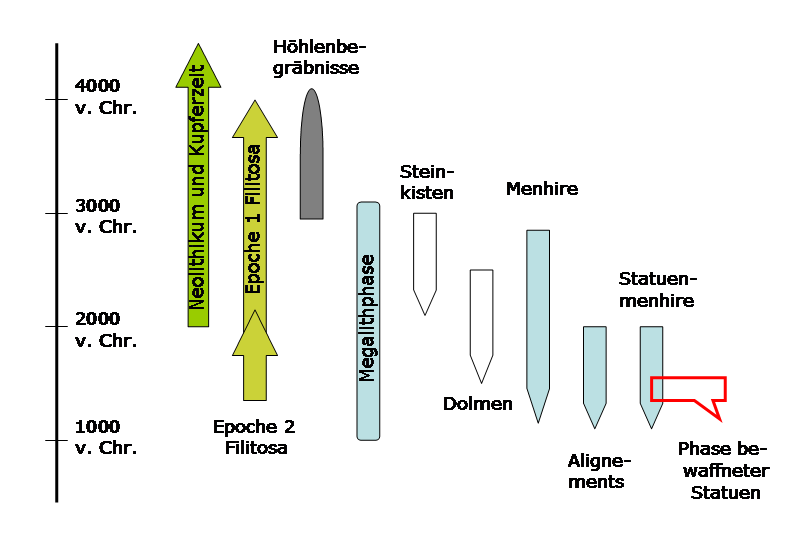
Zeitstellung korsischer Megalithen

Das Castellu d’Arraggiu (auch d’Arraghiu; korsisch Casteddu d'Araghju) bei Porto-Vecchio ist neben dem Castellu di Cucuruzzu das wichtigste und am besten erhaltene torreanische Monument auf der französischen Mittelmeerinsel Korsika.
Der 245 Meter hoch bei La Trinité auf dem Ospédalemassiv auf dem Gemeindegebiet von San-Gavino-di-Carbini gelegene Kultbau wurde seit 1967 von Roger Grosjean ausgegraben. Die Lage ermöglicht u. a. einen Blick auf den Golf von Porto-Vecchio und zum zehn Kilometer entfernten Torre von Ceccia.
Die Umfassungsmauer von Arraggiu ist 3 bis 5 Meter hoch und hat einen Umfang von 120 Metern. Sie setzt sich aus anstehenden Felsaufschlüssen, großen Steinblöcken und Trockenmauerwerk zusammen. Durch den 2,6 Meter hohen und 1,5 Meter breiten, mit Steinplatten gedeckten Eingang mit seitlichen Nischen bzw. Kammern im Osten gelangt man in einen Innenhof. Rechts liegen im verbreiterten Mauerwerk weitere Nischen. Das eigentliche Monument liegt im Süden und besteht aus einem unvollständig erhaltenen Rundbau mit einer Zelle mit zwei Seitennischen. Die Ausgrabungen zeigen, dass die Torreaner zunächst nur Monumente zu Kultzwecken errichtet hatten. Später wurden weitere Räume angebaut zuletzt die äußere Mauer.

## Bilder

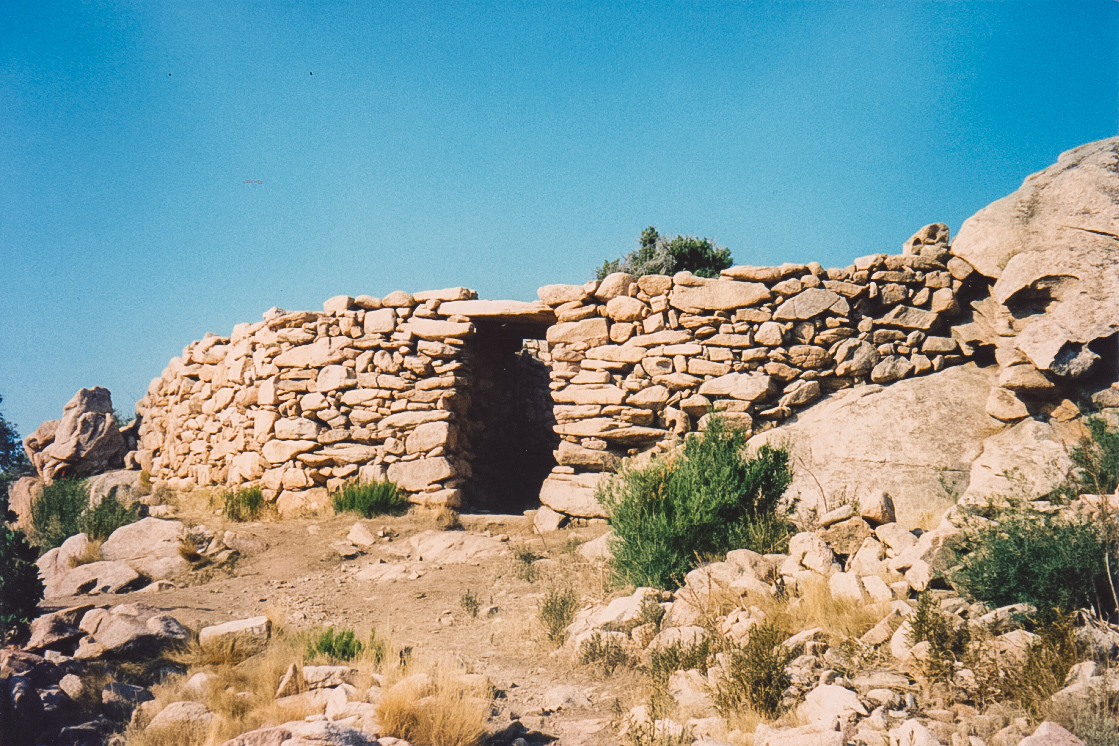
Eingangsbereich von außen
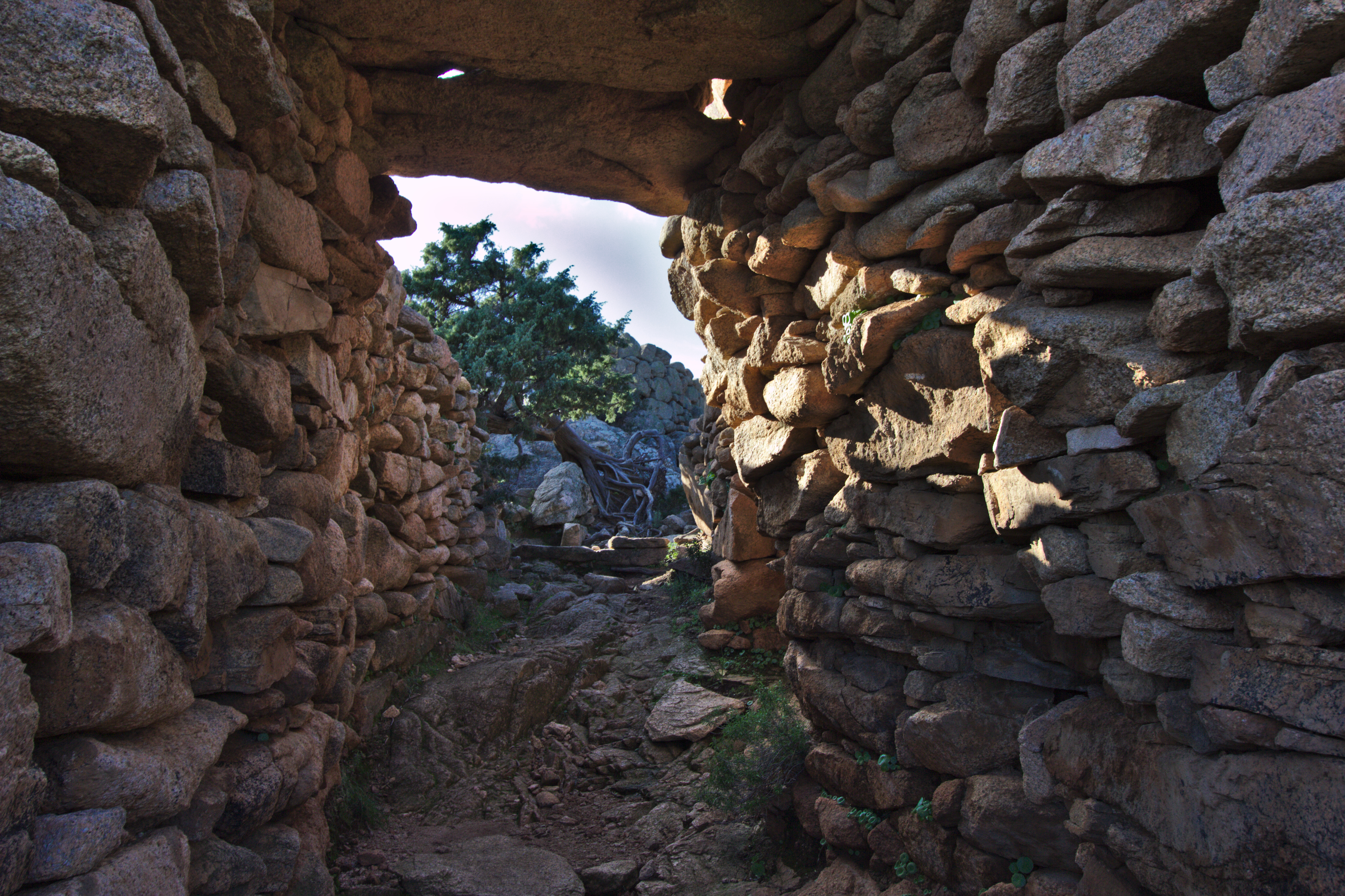
Eingangspforte
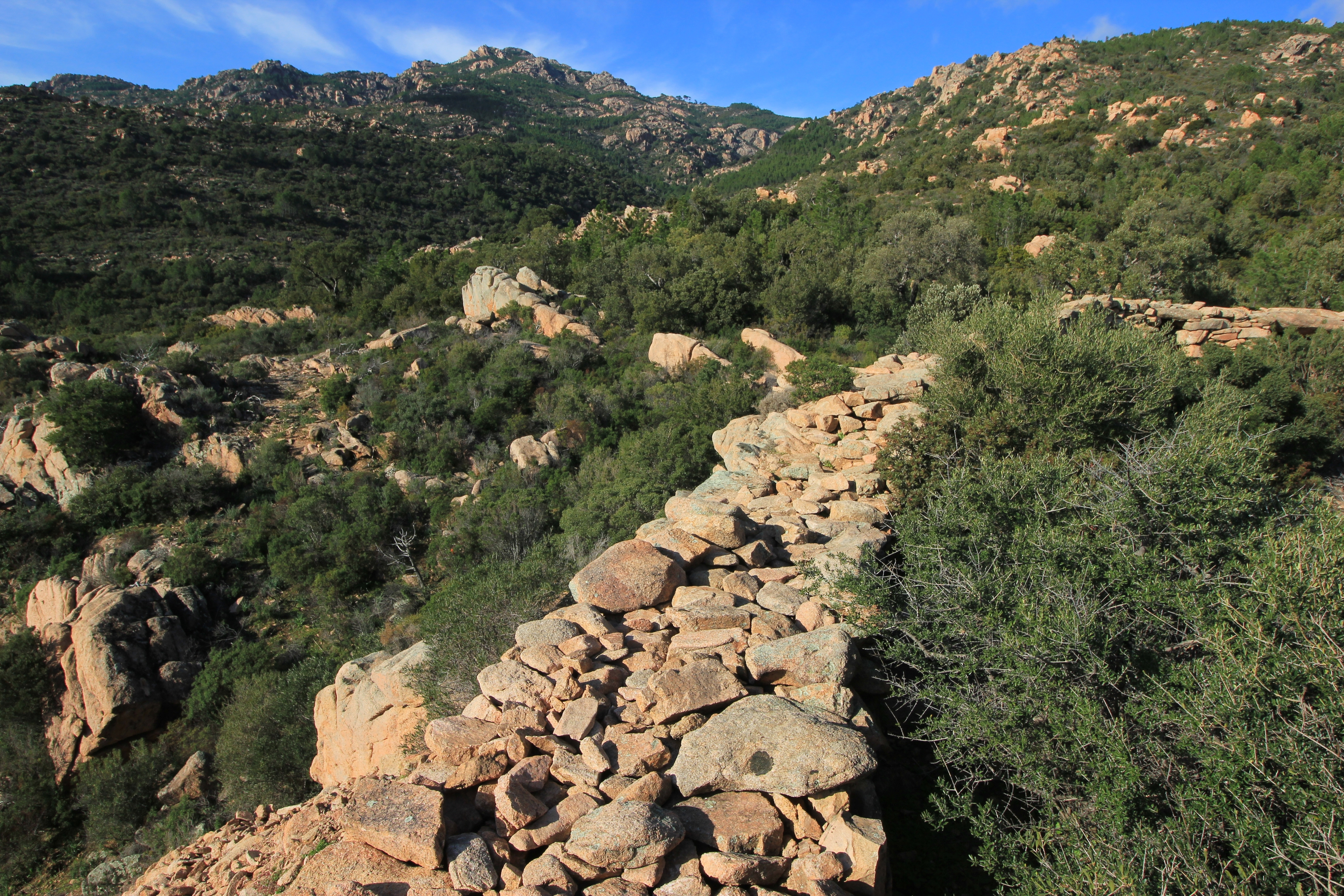
Umfassungsmauer
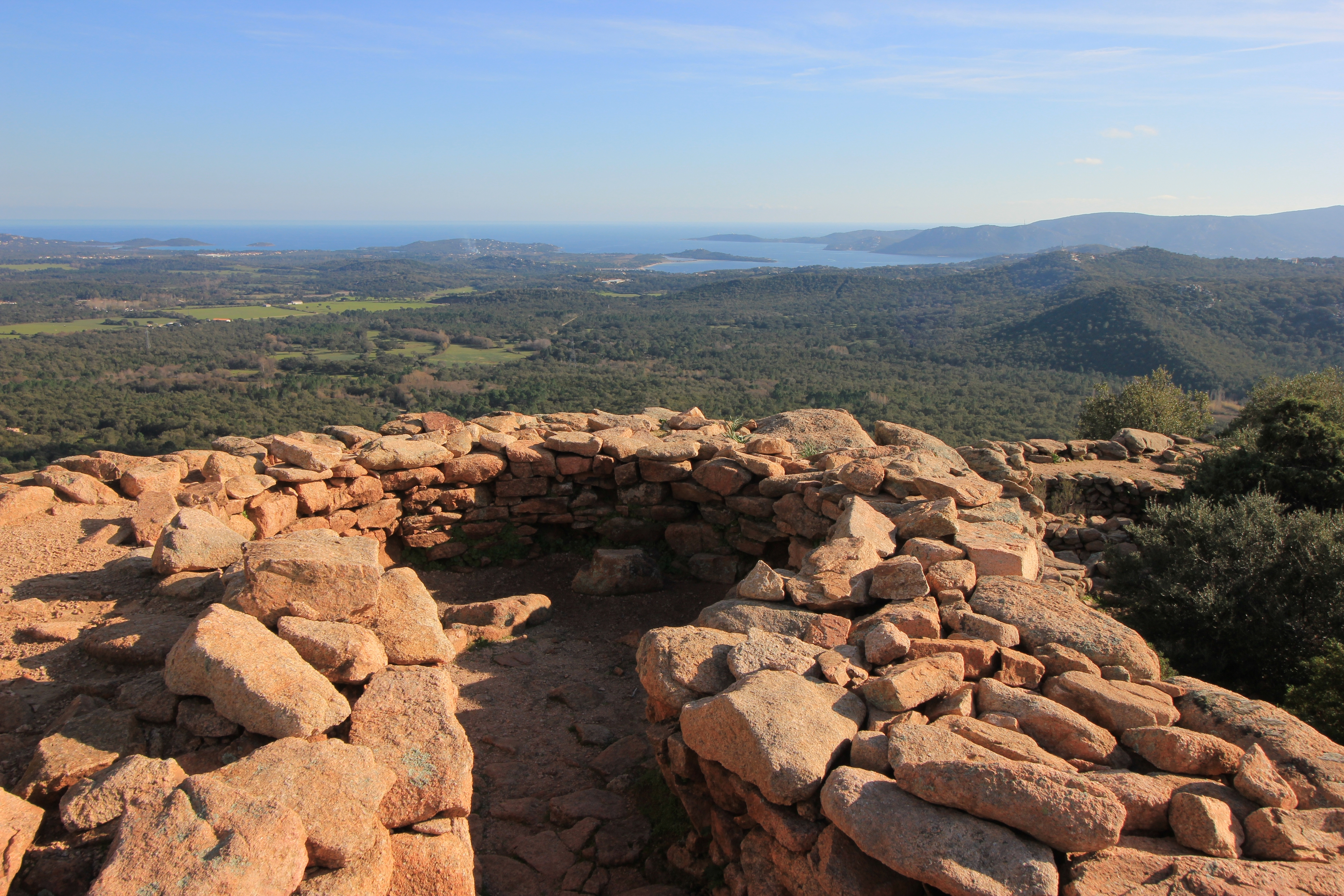
Rundbau mit Zelle
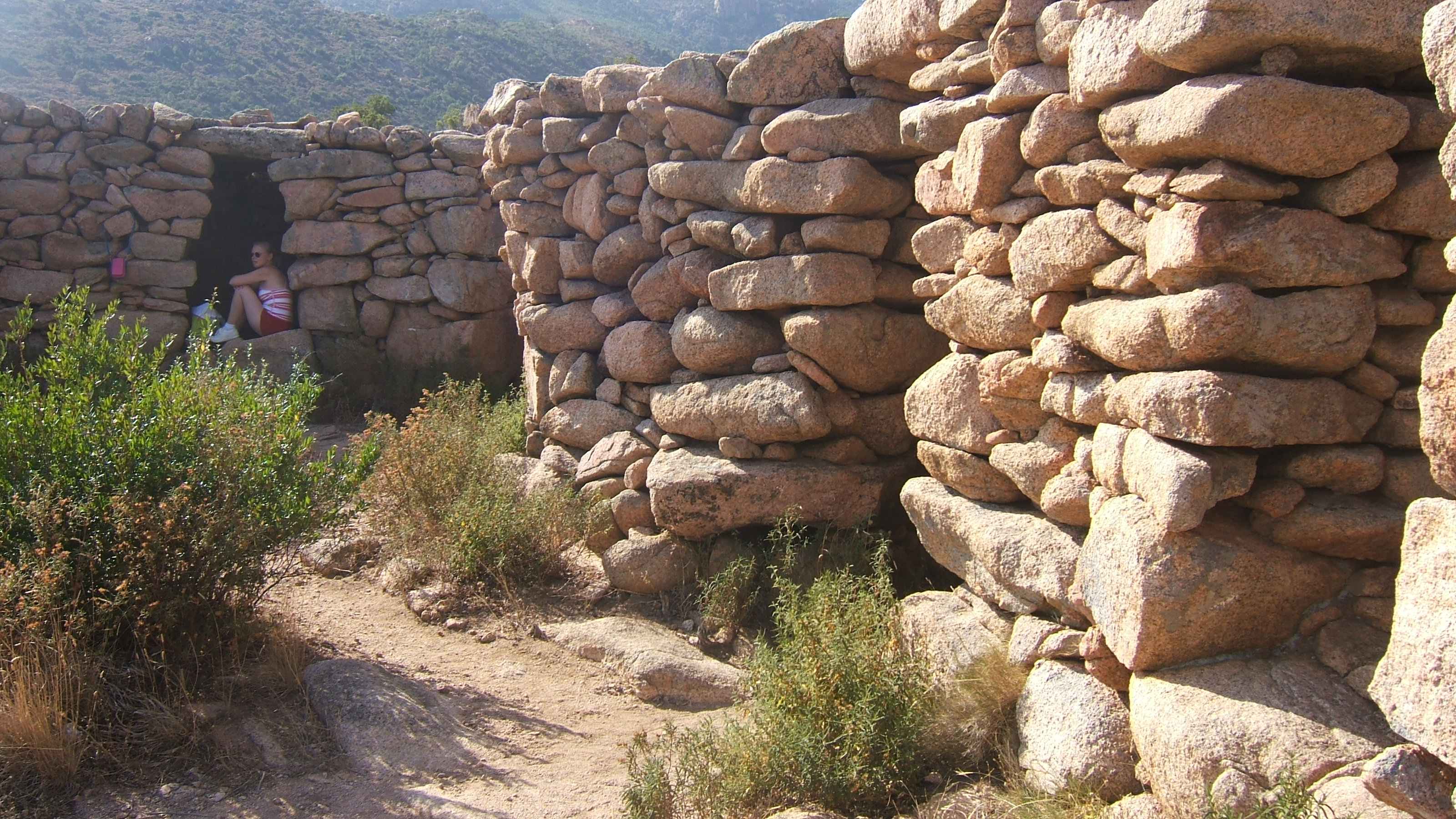
Innenraum